# アスケー

2020年以前のアスケー市章

アスケー（Asker）は、ノルウェー王国のアーケシュフース県に属する都市である。アスケーの名は、この地にあった古い農場にちなんで命名された。古ノルウェー語でアッシュの意味をもつ。2020年以前の市章にも3本のアッシュの木が描かれていた。人口は97,784人（2023年）。ノルウェー語はニュートラルを採用している。
2020年1月1日に旧アスケー市、Røyken、Hurumが合併し、新たなアスケー市が発足した。

## 概要
アスケーはオスロ中心部から南西に約20キロメートルに位置し、オスロ都市圏（大オスロ）に属する。沿岸はオスロ・フィヨルドの美しい海岸線が広がっている。ホーコン王太子をはじめ、多数の著名人が居を構えていることでも知られる。また、1963年にはイケアがスウェーデン国外初の店舗をこの地に出店している。
昔からスポーツが盛んな土地である。100年以上の歴史をもち、5000人以上の会員を擁するノルウェー最大の総合スポーツクラブ、アスケー・スキークラブや、1300人以上の会員・選手を擁するアスケー・スイミングクラブなどがあり、多数のスポーツ選手を輩出してきた。アイスホッケーチーム、フリスク・タイガースの本拠地でもある。
アムンゼンが北東航路探検に使用したマウド号は、この地で制作された。

## 在住著名人
- ホーコン・ノルウェー王太子一家
- モートン・ハルケット - 歌手。元a-ha。
- アルフ・プリョイセン（一時期在住）- 児童作家・歌手。「スプーンおばさん」シリーズで有名。
- ハルワルド・ハーネボル - バイアスロン選手。1998年長野オリンピック、2002年ソルトレークシティオリンピック金メダリスト。
- アイナル・ゲルハルドセン - 政治家。1945年から1965年にかけて、3度首相を務めた。
- サンデル・ベルゲ - サッカー選手。

## 姉妹都市
- - ヤコブスタード（フィンランド）
- - Eslöv（スウェーデン）
- - ガルザバイル（アイスランド）
- - Birkerød（デンマーク）
- - トースハウン（フェロー諸島）